# Dehszaker
Dehszaker (perski: ده شاكر) – wieś w zachodnim Iranie, w ostanie Hamadan. W 2006 roku miejscowość liczyła 520 osób w 132 rodzinach.